# Troll (sastav)
Troll je norveški black metal-sastav.

## Životopis
Sastav su 1992. osnovali Nagash, Glaurung i Fafnir. Glaurung i Fafnir napustili su sastav, a Nagash je nastavio Troll kao samostalni projekt. Godine 1995. objavljen je demoalbum Trollstorm over Nidingjuv, a 1996. prvi studijski album Drep de kristne. U isto vrijeme Nagash je svirao sa sastavima Dimmu Borgir i Covenant. Godine 1998. Fafnir se vratio kao Sinister Minister Twice. Sastavu se pridružili ostali članovi i Troll je postao višečlani sastav. Godine 2000. objavljen je album The Last Predators, a 2001. album Universal. Do sada su objavili četiri studijskih albuma, a zadnji, Neo-Satanic Supremacy objavljen je 2010. godine.

## Članovi sastava
Sadašnji članovi
- Nagash – svi instrumenti (1993. – 1998.), gitara (1998. – danas), vokal (2007. – danas)
- Tialoc – gitara, prateći vokal (2008. – danas)
- Sturt – bas-gitara, prateći vokal (2011. – danas)
- Telal – bubnjevi (2013. – danas)

Bivši članovi
- Glaurung – bas-gitara (1992. – 1993.)
- Sinister Minister Twice – vokal (1992. – 1993., 1998. – 2003.)
- Sensei Ursus Major – bas-gitara (1998. – 2003.)
- Hellhammer – bubnjevi (1998. – 2003.)
- Blackheart – klavijature (1998. – 2003.)
- Vold – bas-gitara, prateći vokal (2007. – 2011.)
- Ygg – bubnjevi (2007. – 2013.)
- Abyr – gitara, prateći vokal (2007. – 2008.)
- Exilis – klavijature (2008. – 2014.)

## Diskografija
Studijski albumi
- Drep de kristne (1996.)
- The Last Predators (2000.)
- Universal (2001.)
- Neo-Satanic Supremacy (2010.)

Demoalbumi
- Trollstorm over Nidingjuv (1995.)

EP-ovi
- Tilbake Til Trollberg (2020.)